# Mała Moskwa

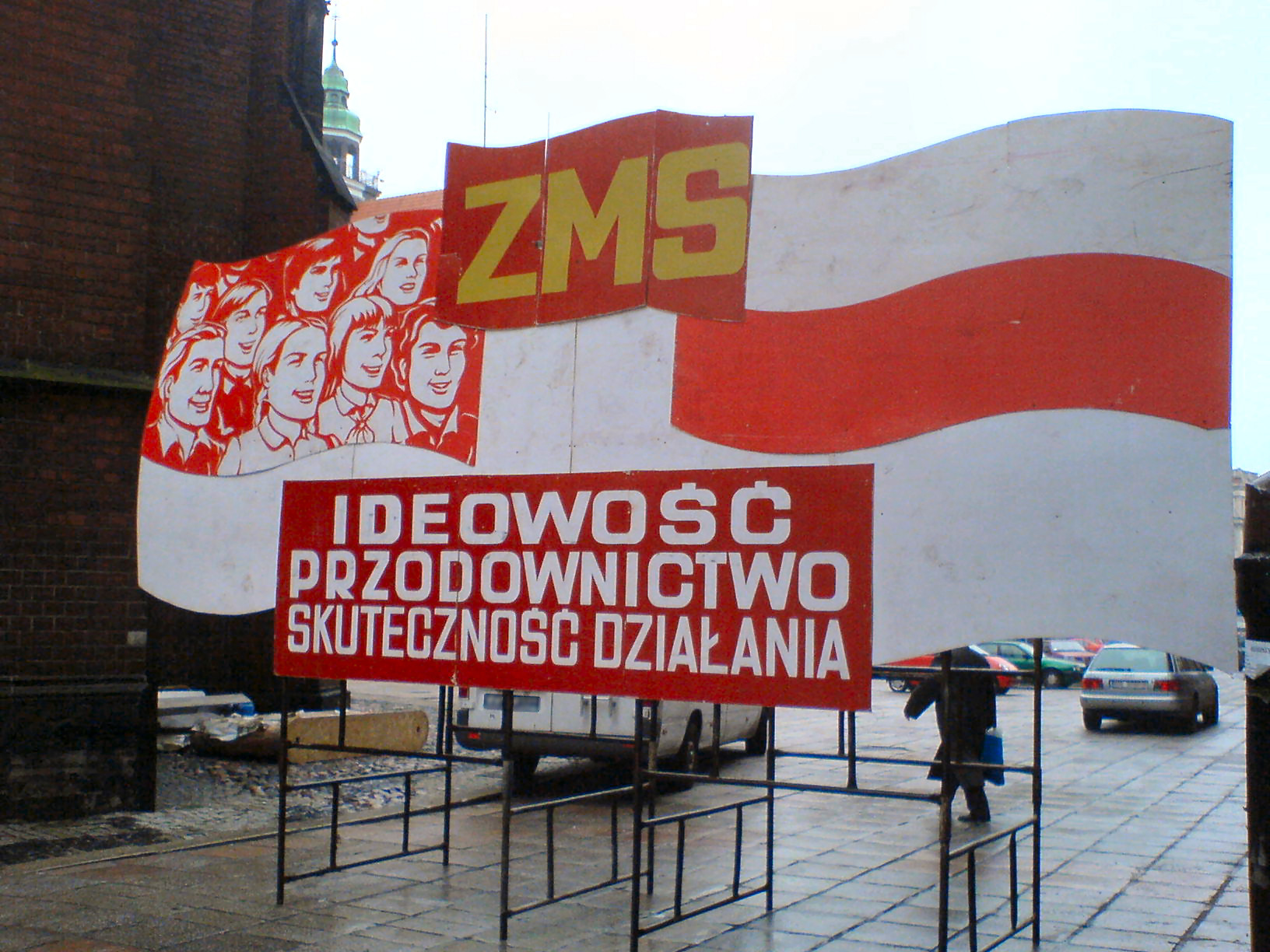
Cenário do filme "Mała Moskwa", e à esquerda parte da Catedral de São Pedro e São Paulo, em Legnica, na Polônia.

Mała Moskwa é um filme de drama romântico produzido na Polônia, dirigido por Waldemar Krzystek e lançado em 2008.